# 船岡東通

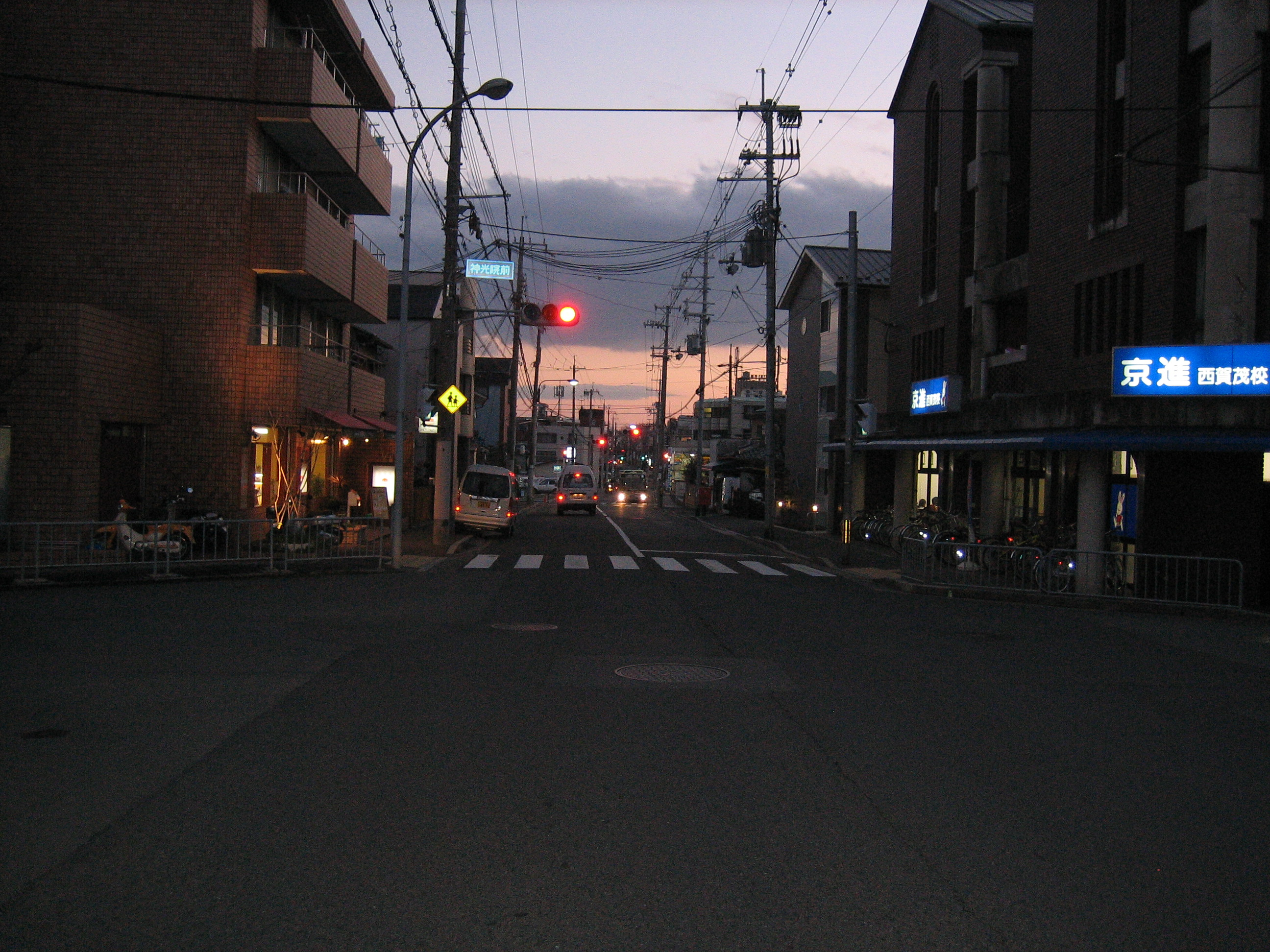
船岡東通　神光院前交差点から撮影

船岡東通（ふなおかひがしどおり）は、京都市北区を通る南北の通りの一つである。

## 概要
北は鴨川（賀茂川）に架かる西賀茂橋を、南は鞍馬口通をそれぞれ起終点とする。南からまっすぐ北に延び、西賀茂大道口町（にしがもおおどぐちちょう）地内で北東向きに曲がって、西賀茂橋へと達する。途中北大路通から今宮通までの間は、大徳寺の境内をまたぐために車両では通行できない。
車両通行可能区間については、全線を通じて片側1車線ある。大宮、紫竹、紫野地区を南北に貫く重要な生活道路であるため、朝夕時間帯を始め、交通量が多い。京都市営バス西賀茂営業所から、市内中心部へ向かうバス路線が設定されている。

## 名前の由来
船岡山の東側を通るために名付けられた。
地元では、京都の七野（洛北七野）の一つである上野を通ることから、上野街道（うえのかいどう）とも呼ばれている。ただし、本来の上野街道は、南東から北西方向に延び、船岡東通と紫野上野町地内で×字交差している「上野通」であった。この道は明治以前より存在し、かつては大徳寺の北から、現在の玄琢下交差点まで、まっすぐに延びていた。
船岡東通自体は、1960年（昭和35年）以降の土地区画整理事業に基づいて造成された、比較的歴史の浅い道路である。

## 沿線の主な施設
- 京都市営バス西賀茂営業所
- 神光院
- 御薗橋801商店街
- 大宮交通公園
- 今宮神社
- 大徳寺
- 建勲神社

## 交差する道路など
- 加茂街道 （京都府道38号京都広河原美山線）
- 大徳寺通 （旧大宮通）
- 御薗橋通
- 玄以通
- 北山通
- 今宮通
- 北大路通 （京都市道181号京都環状線）
- 船岡北通
- 建勲通
- 鞍馬口通